# Myrcia bonnetiasylvestris
Myrcia bonnetiasylvestris är en myrtenväxtart som först beskrevs av Julian Alfred Steyermark, och fick sitt nu gällande namn av Julian Alfred Steyermark. Myrcia bonnetiasylvestris ingår i släktet Myrcia och familjen myrtenväxter. Inga underarter finns listade i Catalogue of Life.